# Carlos Balliester
Carlos Balliester d'Albuquerque Paes (Rio de Janeiro, 3 de dezembro de 1874 — Rio de Janeiro, 26 de outubro de 1926) foi um pintor e professor brasileiro, que se especializou em pintar paisagens marinhas.
Iniciou seus estudos com o pintor Auguste Petit. 
Participou das Exposições Gerais promovidas pela Escola Nacional de Belas Artes dos seguintes anos: 1896, 1898, 1899, 1902, 1905, 1916, 1919 e 1925. Recebeu uma Menção Honrosa de 1ª Classe em 1916. 
Excelente pintor de marinhas, tem vários óleos no Museu Naval do Rio de Janeiro. No acervo do MASP
podemos encontrar a obra Marinha com regata a velas e rebocador aqui reproduzida.